# Спиро Хаджиев
Спиро Иванов Хаджиев е български революционер, войвода на Вътрешната македоно-одринска революционна организация.

## Биография
Спиро Хаджиев е роден на 18 януари 1873 година в костурското село Вишени, тогава в Османската империя, в родолюбиво семейство. Той е сред първите вишенци легални членове на ВМОРО. Влиза в ръководното организационно тяло заедно със свещеник Типо Попкочев, Христо Карайоргов и Димитър Бакрачев като войвода на вишенската чета. Участва активно в подготовката на въстание. При избухването на Илинденско-Преображенското въстание през нощта срещу Илинден, 20 юли начело на селската чета и четите от околните села Спиро Хаджиев напада и превзема казармата на квартируващите във Вишени 150 турски войници, които в безпорядък се изтеглят към Костур. Хаджиев се отличава с четата си в общите сражение заедно с четите от Корещата и Пополе, начело с Иван Попов, Манол Розов и Лазар Поптрайков и участва в нападението на гарнизона в Прекопана, опожаряването на Капещица, превземането на Клисура и това на Невеска, в сражението при Локвите и Вълканови извори над Смърдеш, както и в сраженията при отстъплението към Мариово.
След прекратяването на въстаническите действия и общата амнистия се легализира във Вишени. По-късно обаче се изтегля в Княжество България с четата на Борис Сарафов заедно с четниците си Митрето Огненов, Спасе Пувков и Йото Ничев.
В 1908 година, се прибира във Вишени, където оказва съпротива на гръцката пропаганда и участва в отблъскването на нападението на капитан Георгиос Диконимос в същата 1908 година.
Заселва се в преславското село Троица.
На 5 март 1943 година, като жител на село Троица, подава молба за българска народна пенсия, която е одобрена и пенсията е отпусната от Министерския съвет на Царство България.
Умира в село Троица в 1945 година.